# Dorothy Spicer

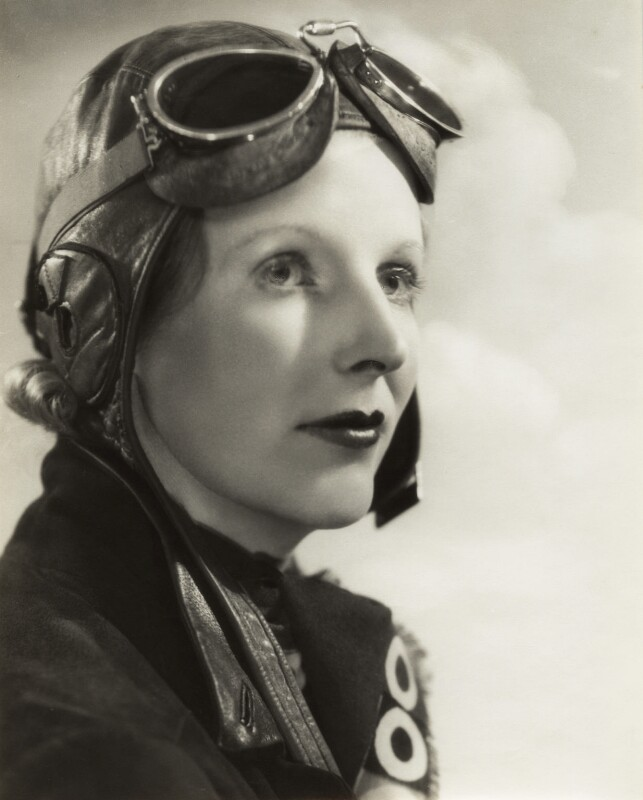
Dorothy Spicer nel 1938

Dorothy Norman Spicer, coniugata Pearse (Londra, 31 luglio 1908 – 23 dicembre 1946) è stata un'aviatrice britannica e la prima donna a conseguire una qualifica avanzata in ingegneria aeronautica.

## Biografia
Nacque a Hadley Wood, un sobborgo di Londra, nel Middlesex, da Hilda Mary Sisterson (1879 - 1939) e dall'agente di cambio Norman Spicer (1879 - 1936). Aveva un fratello, Edward Athol Norman Spicer (1907 - 1968). Dorothy frequentò la Godolphin School a Sailsbury, Wiltshire, e studiò all'University College di Londra.
Il 2 marzo 1938 si fidanzò con il tenente di volo Richard Pearse. Si sposarono il 26 aprile 1938 a Holy Trinity Brompton, con Pauline Gower come damigella d'onore. La loro unica figlia, Patricia Mary, nacque a Farnham Common, nel Surrey, nel maggio del 1939. La Seconda Guerra Mondiale scoppiò poco dopo la nascita della figlia. Alla fine del 1940 Dorothy iniziò a lavorare come osservatrice aerea e assistente di ricerca presso il Royal Aircraft Establishment, a Farnborough. Partecipò allo sviluppo di numerosi nuovi velivoli e attrezzature. Suo marito lavorava come pilota collaudatore presso la stessa organizzazione.
Dopo la guerra, suo marito Richard divenne rappresentante per il Sud America della British Aviation Services a Rio de Janeiro. Il 23 dicembre 1946, l'aereo nel quale viaggiavano i coniugi, a causa del maltempo si schiantò contro una montagna e non vi furono superstiti. Un servizio commemorativo per Dorothy e Richard Pearse si tenne presso la chiesa di All Saints, a St John's Wood l'8 gennaio 1947. La loro figlia divenne una pilota automobilistica con il nome di Pat Sonnenschein.

## Carriera
Dorothy Spicer imparò a volare nel 1929 al London Aeroplane Club presso l'aeroporto di Stag Lane, dove incontrò Pauline Gower, che stava studiando per ottenere la licenza di pilota commerciale, e divennero amiche.
Nel 1931, avviarono insieme un'attività. Gower ottenne la licenza per il trasporto passeggeri a pagamento e Spicer, oltre alla licenza di pilota privato di categoria "A", ottenne la qualifica di ingegnere di terra. Noleggiarono un aereo e in seguito acquistarono un Gypsy Moth ma l'attività non era remunerativa, così decisero di unirsi al circo aereo della Crimson Fleet e in seguito al concorso aereo degli Ospedali Britannici. Spicer si iscrisse alla Sezione Aeronautica della Women's Engineering Society (WES) nel 1932 e Gower la descrisse ingegnere di terra. Il numero di giugno 1933 del WES Journal The Woman Engineer riporta che Spicer e Gower stavano "girando il paese con un "circo" che quest'estate sta organizzando spettacoli aerei in duecento città in aiuto degli ospedali britannici".
Nello stesso periodo Spicer studiò per conseguire la licenza di ingegnere di categoria "B", nonostante gli istituti che offrivano corsi avanzati fossero riservati agli uomini. Convinse i costruttori dell'aereo Spartan, che lei e Gower pilotavano nel circo, a consentirle di intraprendere la necessaria formazione pratica e teorica presso le loro officine e ottenne la licenza "B", diventando la prima donna al mondo a ottenerla. Possedeva anche una licenza "C" (ingegnere di terra), la seconda donna britannica a ottenerla (la sua amica e collega pilota Amy Johnson fu la prima) e divenne la prima donna a conseguire una licenza "D" nel 1935. Alle donne non era solitamente consentito studiare a un livello così avanzato e fu per interessamento del vice maresciallo dell'aria Amyas Eden Borton che Sir Harold Snagge, presidente della compagnia ingegneristica Napier, a permetterle di conseguire questo traguardo. La licenza "D" la autorizzava a ispezionare, rilasciare e riparare motori e fusoliere, essendo qualificata alla costruzione di un aereo in tutte le sue parti e ad approvare i materiali necessari. In un incontro dell'associazione Women's Engineering Society nel 1937, Amy Johnson prese in giro Dorothy: "... tra grandi risate, chiese alla signorina Spicer di ammettere o negare la notizia secondo cui possedeva tutte le licenze possibili".
Nel settembre del 1937, alla conferenza della Women's Engineering Society, Dorothy lesse un articolo sulla "Selezione e il trattamento degli acciai per motori aeronautici".
Nel 1938 accettò un incarico presso l'Air Registration Board di Londra, diventando la prima donna nell'Impero britannico a ricevere un incarico tecnico nell'aviazione civile. Lo stesso anno lei, Pauline Gower e Amy Johnson scrissero il libro "Women with wings", in cui raccontavano le loro esperienze di volo.
Verso la fine del 1940, Dorothy iniziò a lavorare come osservatrice aerea e assistente di ricerca presso il Royal Aircraft Establishment di Farnborough e si dedicò allo sviluppo di diversi nuovi tipi di aeromobili e di equipaggiamenti.

## Riconoscimenti
Dopo la sua morte, il Royal Aircraft Establishment istituì per diversi anni il premio Dorothy Spicer.